# Калейе-Азари
Калейе-Азари (перс. قلعه اذري‎) — село на севере Ирана, в остане Альборз. Входит в состав шахрестана Назарабад. Является частью дехестана (сельского округа) Танкеман бахша Танкеман.

## География
Село находится в западной части Альборза, к югу от гор Эльбурс, на расстоянии приблизительно 24 километров к западу-северо-западу (WNW) от Кереджа, административного центра провинции. Абсолютная высота — 1217 метров над уровнем моря.

## Население
По данным переписи 2006 года население села составляло 522 человека (258 мужчин и 264 женщины). В Калейе-Азари насчитывалось 141 домохозяйство. Уровень грамотности населения составлял 71,07 %. Уровень грамотности среди мужчин составлял 74,42 %, среди женщин — 67,8 %.